# Вараб (град)
Вараб је некадашњи главни град вилајета Вараб у Јужном Судану. Налази се јужно од реке Џур, у северном делу земље. У Варабу живи око 10.000 становника, а већински народ су Динке.